# Pasquale De Antonis
Pasquale De Antonis (Teramo, 4 aprile 1908 – Roma, 2001) è stato un fotografo italiano.

## I primi anni
Rivela sin da bambino un interesse particolare per la fotografia, studiando da autodidatta le tecniche fotografiche, dallo scatto alla stampa. Dopo essersi trasferito da Teramo a Pescara nel 1929, nel 1933 inizia a frequentare l'Accademia di Belle Arti a Bologna, dove era andato a lavorare presso lo studio fotografico di un amico del padre, quindi nel 1934 torna a Pescara ed apre uno studio fotografico. Collabora con il pittore Tommaso Cascella con il quale segue le processioni abruzzesi e, da vero pioniere della fotografia antropologica, concentra il proprio interesse verso il mondo contadino e religioso, fissando con la propria macchina fotografica le immagini delle tradizioni popolari. L'interesse verso il folclore abruzzese lo porta a realizzare una importante indagine di documentazione etnografica, che gli fa guadagnare una certa notorietà.

## Il trasferimento a Roma
La dimestichezza nell'uso delle tecniche fotografiche e la sensibilità artistica gli consentono di essere ammesso al Centro Sperimentale di Cinematografia di Roma, e nel biennio 1936-1937 frequenta un corso per operatore cinematografico. A Roma si stabilisce definitivamente nel 1939, rilevando lo studio fotografico del futurista Arturo Bragaglia in piazza di Spagna, che diviene in breve tempo un punto di riferimento per gli incontri culturali. Nella capitale frequenta l'amico e corregionale Ennio Flaiano (che gli dedica anche il racconto "Le fotografie"), documenta le mostre d'arte, realizzando un nutrito archivio dell'arte romana, partecipa alla realizzazione di film e si introduce nell'ambiente artistico ed intellettuale, frequentando il Caffè Greco di via Condotti. Nel primo dopoguerra è considerato uno dei migliori fotografi italiani di opere pittoriche e scultoree, ed un valido ritrattista.

## L'escalation artistica
Dal punto di vista artistico si rivela fondamentale l'incontro con Luchino Visconti, avvenuto nel 1946, quando il regista milanese commissiona a De Antonis le foto di scena di Delitto e castigo che si rappresenta al teatro Eliseo. Con Visconti collabora fino al 1965, diventando il più importante fotografo del cinema e del teatro (le sue opere fotografiche vengono anche premiate alla Biennale di Venezia) e documentando il mondo romano sino agli anni settanta. Negli anni cinquanta, sollecitato dalla giornalista di moda Irene Brin, che incontra nella galleria l'Obelisco di via Sistina di cui è cofondatrice, inizia ad occuparsi anche di alta moda.
Collabora con le più importanti case editrici, ed in particolare per la Rizzoli realizza le fotografice di luoghi ed opere d'arte, riportate nelle pubblicazioni edite in tutto il mondo. Nel 1965 è stato il primo fotografo a riprendere ufficialmente la Cappella Sistina, utilizzando nuove tecniche fotografiche ed il colore. Nel 1988 la sua città d'origine gli ha assegnato il "Paliotto d'Oro", premio riservato ai teramani illustri. Nel centenario della nascita (2008) Roma gli ha dedicato una mostra retrospettiva. Anche Torino nel 2012 dedica una mostra al fotografo teramano. Il fondo fotografico è conservato presso il Civico museo biblioteca dell'attore di Genova. Anche il figlio Riccardo (1962), che collabora con il padre per circa venti anni, è un valente fotografo.